# Joop Gouweleeuw

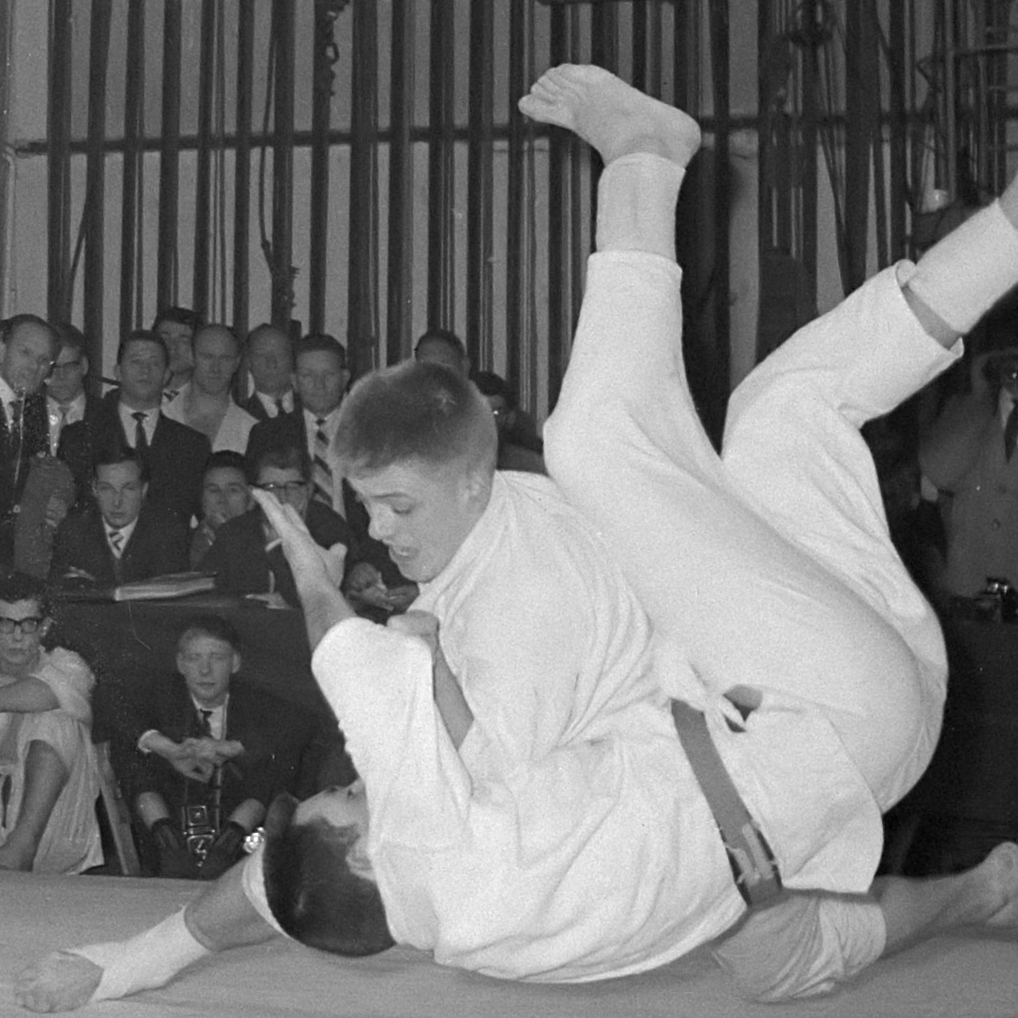
Joop Gouweleeuw (1961)

Job Johannes (Joop) Gouweleeuw (Delft, 5 september 1940 — Delft, 29 januari 2017) was een Nederlands judoka en deelnemer aan de Olympische Spelen van Tokyo in 1964. Hij werd in 1966 Europees kampioen en meerdere malen Nederlands kampioen.
Gouweleeuw had vanaf 1965 zijn eigen sportschool voor zowel judo als jiujitsu. Hij had de 8e dan judo (sinds 22 november 2009) en 4e dan jiujitsu.
Hij overleed op 29 januari 2017 op 76-jarige leeftijd. 

## Resultaten
| Datum            | Nr | Toernooi                                | Gewichtsklasse |
| ---------------- | -- | --------------------------------------- | -------------- |
| 11 mei 1967      | 3  | European Team Championships Rome        | U93            |
| 26 november 1966 | 1  | Dutch Championships Amsterdam           | U93            |
| 8 mei 1966       | 1  | European Championships Luxembourg       | U93            |
| 7 mei 1966       | 3  | European Team Championships Luxembourg  | U93            |
| 13 november 1965 | 2  | Dutch Championships Nijmegen Dan Grades | O93            |
| 24 april 1965    | 2  | European Championships Madrid           | U93            |
| 23 april 1965    | 2  | European Team Championships Madrid      | U93            |
| 24 mei 1964      | 2  | Dutch Championships Amsterdam           | open           |
| 29 jan 1961      | 1  | Dutch Championships Amsterdam           | O80            |